# 센텀역
센텀역(Centum station, 센텀驛)은 부산광역시 해운대구 재송동에 있는 동해선의 철도역이다. 2015년 10월 12일 복선전철 공사로 인해 영업이 일시 중단된 동래역의 여객업무를 이 역으로 이관하여 현 위치에서 여객 취급을 재개하였으며, 2016년 12월 30일부터 동해선 광역전철도 운행되고 있다. 반경 300미터 이내에 센텀초등학교가 위치해 있으며, 동해선 복선전철화 이전에 이 역이 있던 위치는 현 위치보다 벡스코역과 더 가깝다.

## 역사
- 1934년 7월 15일 : 동해남부선 부산진 ~ 해운대 개통과 함께 보통역 등급 수영역(水營驛)으로 영업 개시[2]
- 1974년 3월 2일 : 을종승차권대매소로 지정
- 1984년 3월 1일 : 역원무배치간이역으로 격하
- 1988년 1월 1일 : 소화물 취급 중지
- 1996년 3월 20일 : 화물 취급 일시중지 (1996년 12월 31일까지)[3]
- 1996년 4월 1일 : 역원배치간이역으로 승격[4]
- 1997년 5월 1일 : 화물 취급 중지[5]
- 2004년 12월 10일 : 무배치간이역으로 격하[6]
- 2011년 10월 5일 : 여객 취급 중지
- 2011년 10월 28일 : 재송 ~ 수영 구간 운행선을 개량선으로 변경
- 2013년 12월 2일 : 수영 ~ 기장 간 이설사업 개통으로 인해 현위치(부산진 기점 14.9 km)로 역사 이전[7]
- 2015년 10월 12일 : 동래역 공사로 인한 영업 중단으로 이 역으로 여객업무 이관, 여객취급 재개 및 보통역으로 승격
- 2016년 12월 30일 : 동해본선으로 편입, 영업거리를 부산진 기점 14.0 km로 변경, 센텀역으로 역명 변경[8], 광역전철 운행개시.[9]
- 2024년 12월 20일 : ITX-마음 운행개시

## 역 구조
고가로 건설된 선하역사로서, 쌍섬식 승강장으로 이루어져 있다. 외선으로 무궁화등의 일반열차, 내선으로 광역전철과 통과열차를 취급한다.

### 승강장
현재 스크린도어가 설치되어 있다.
| ↑부전(동해선)/↑재송(광역전철 동해선)       |
| \| ４３ \| ２１ \|                         |
| 신해운대(동해선)↓/벡스코(광역전철 동해선)↓ |

| 1 | 동해선 | ITX-마음 · 무궁화호 | 포항 · 경주 · 태화강 · 청량리 방면            |  |
| 2 | 동해선 | ● 동해선 광역전철   | 벡스코 · 신해운대 · 기장 · 일광 · 태화강 방면 |  |
| 3 | 동해선 | ● 동해선 광역전철   | 재송 · 교대 · 거제 · 부전 방면                |  |
| 4 | 동해선 | ITX-마음 · 무궁화호 | 부전 방면                                     |  |

## 역 주변
| 나가는 곳 | 방면 |
| --------- | --- |
| 1         | 해운대로방면 센텀고등학교 재송초등학교 재송1동 행정복지센터 재송2동 행정복지센터 영화진흥위원회 영상물등급위원회 한국청소년상담복지개발원 |
| 2         | 센텀동로방면 센텀초등학교 센텀중학교 더샵센텀파크아파트 망미초등학교 부산센텀시티우체국                                                   |
| 3         | 주차장 |

## 승차량 변동
| 역 노선 | 역 노선 | 일평균 인원수 (명/일) | 일평균 인원수 (명/일) | 일평균 인원수 (명/일) | 일평균 인원수 (명/일) | 일평균 인원수 (명/일) | 일평균 인원수 (명/일) | 일평균 인원수 (명/일) | 일평균 인원수 (명/일) | 주석   |
| 역 노선 | 역 노선 | 2016년                | 2017년                | 2018년                | 2019년                | 2020년                | 2021년                | 2022년                | 2023년                | 주석   |
| ------- | ------- | --------------------- | --------------------- | --------------------- | --------------------- | --------------------- | --------------------- | --------------------- | --------------------- | ------ |
| 동해선  | 승차    | 655                   | 1,370                 | 1,693                 | 1,941                 | 1,541                 | 1,657                 | 2,031                 | 2,131                 | [ 10 ] |
| 동해선  | 하차    | 651                   | 1,320                 | 1,663                 | 1,920                 | 1,574                 | 1,741                 | 2,066                 | 2,164                 | [ 10 ] |

## 기타

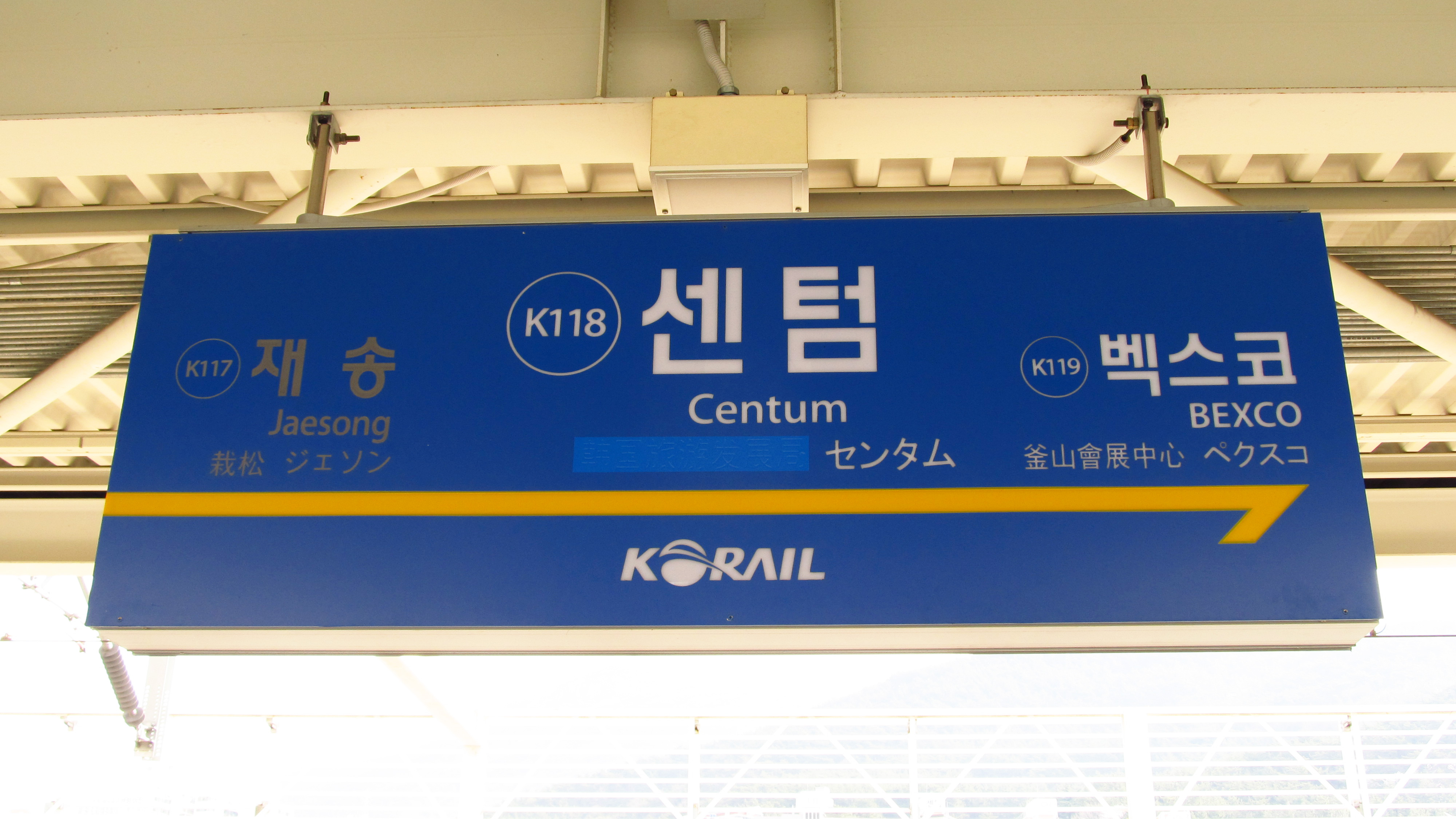
센텀역 역명판에 있던 잘못된 중국어 표기가 접착 테이프로 가려져 있다.

- 2017년에 《부산일보》가 센텀역 역명판의 중국어 표기가 "한국관광공사"(중국어: 韩国旅游发展局)라고 잘못 표기된 사실이 확인되었다고 보도했다. 한국철도공사는 부산일보의 보도가 나가자 문제의 중국어 표기를 접착 테이프로 가렸다.[11]

## 사진

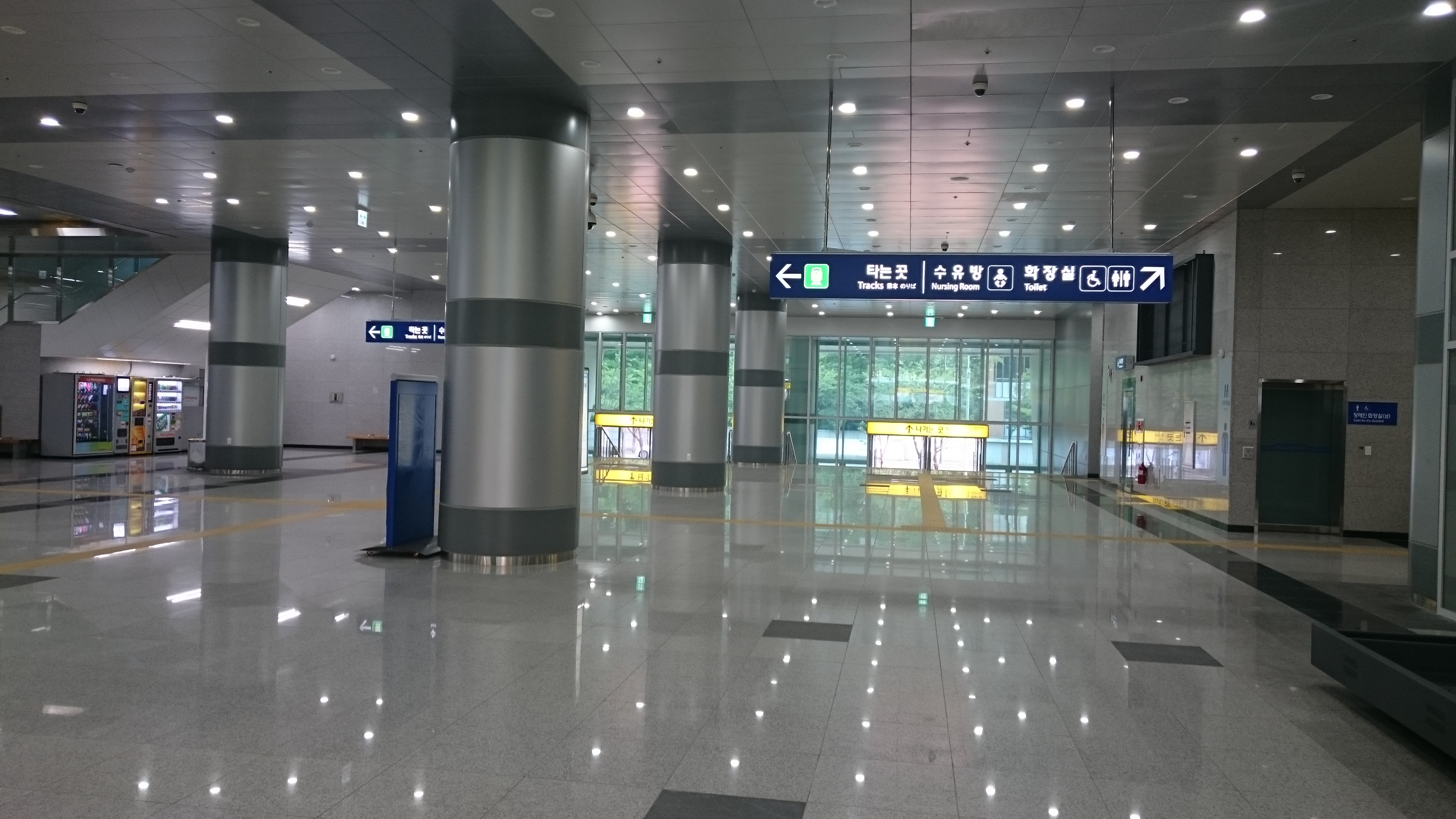
대합실
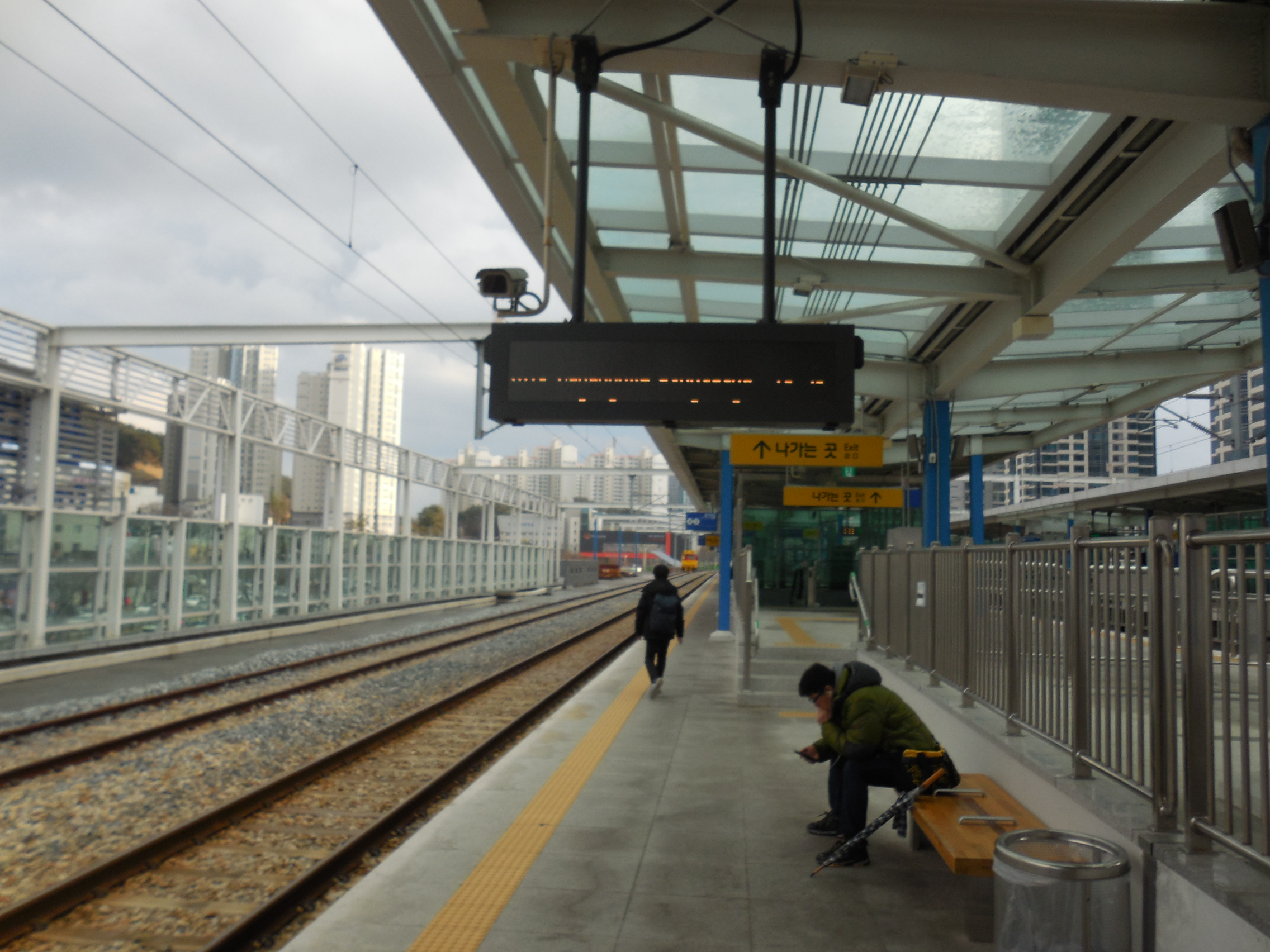
승강장
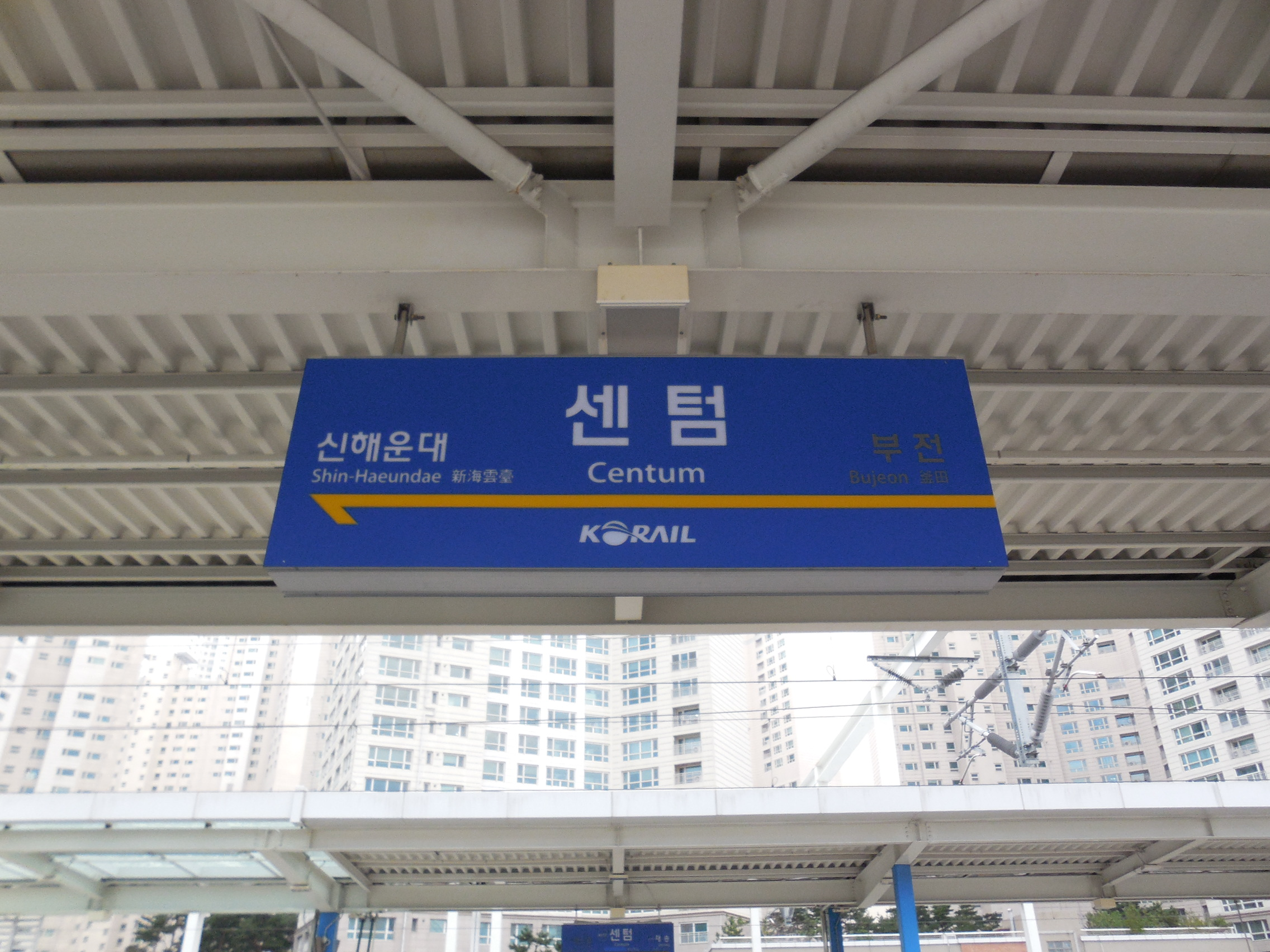
일반열차 역명판
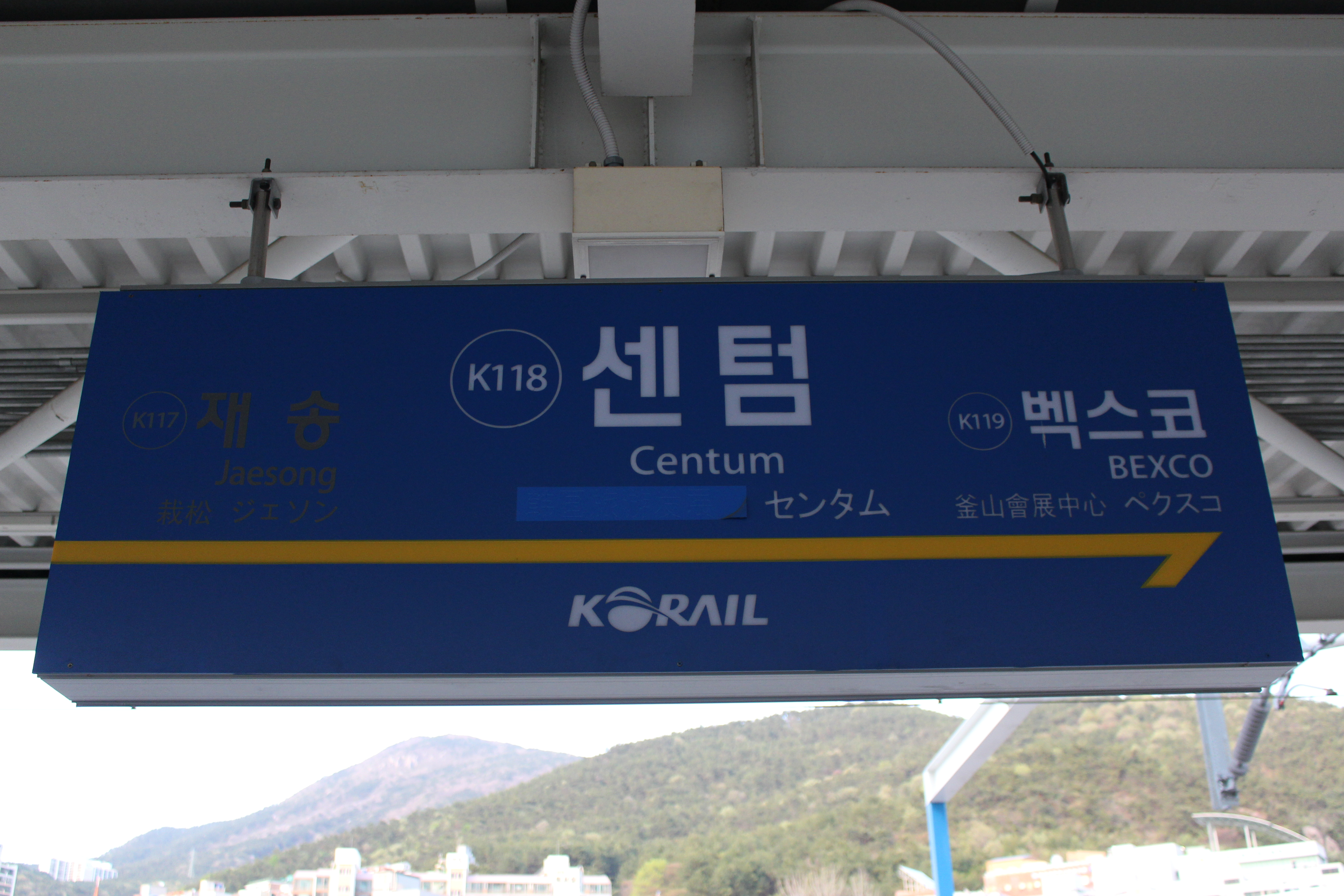
광역전철 역명판
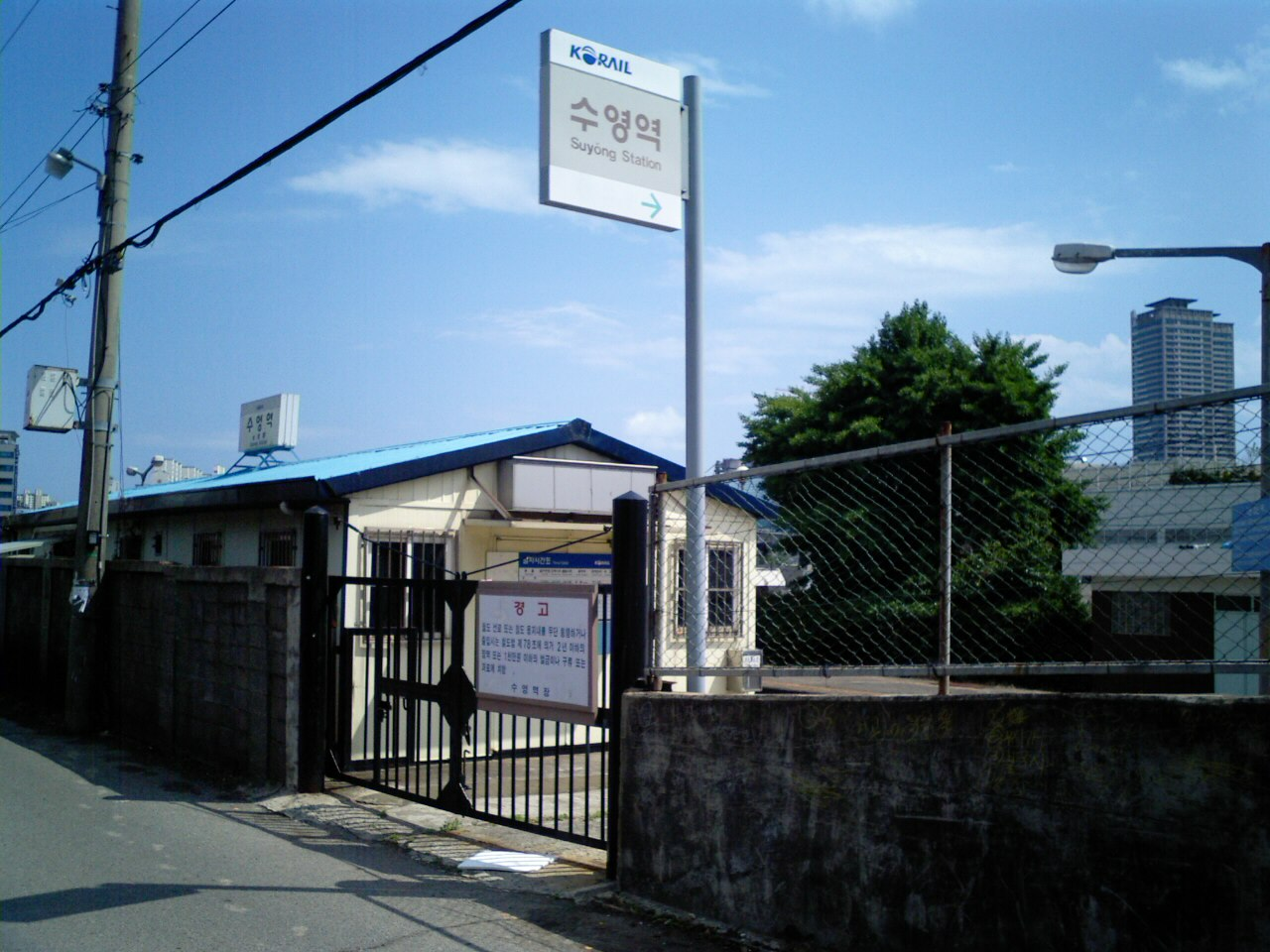
구 역사 (현재 철거)
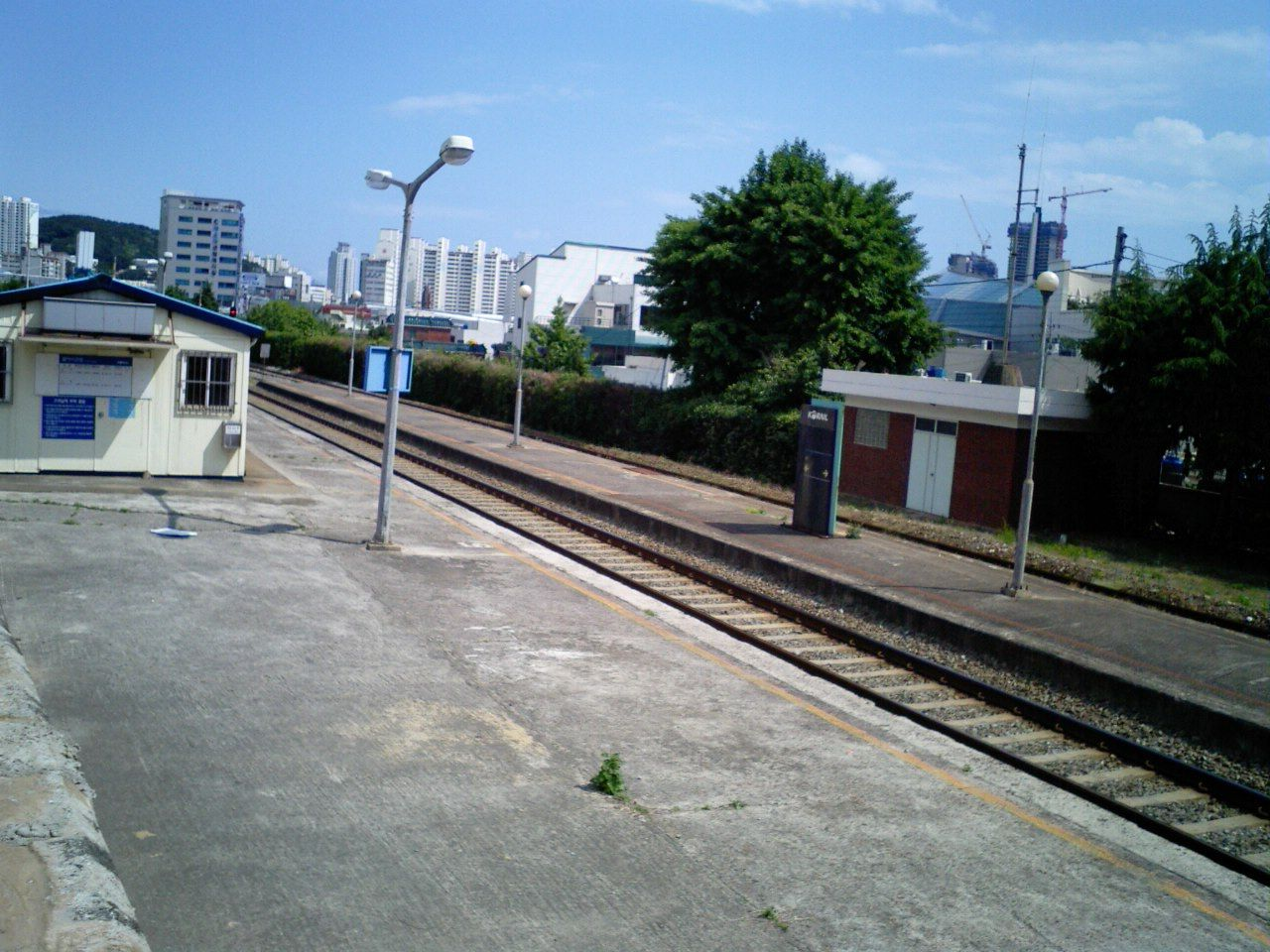
구 역사 승강장 전경
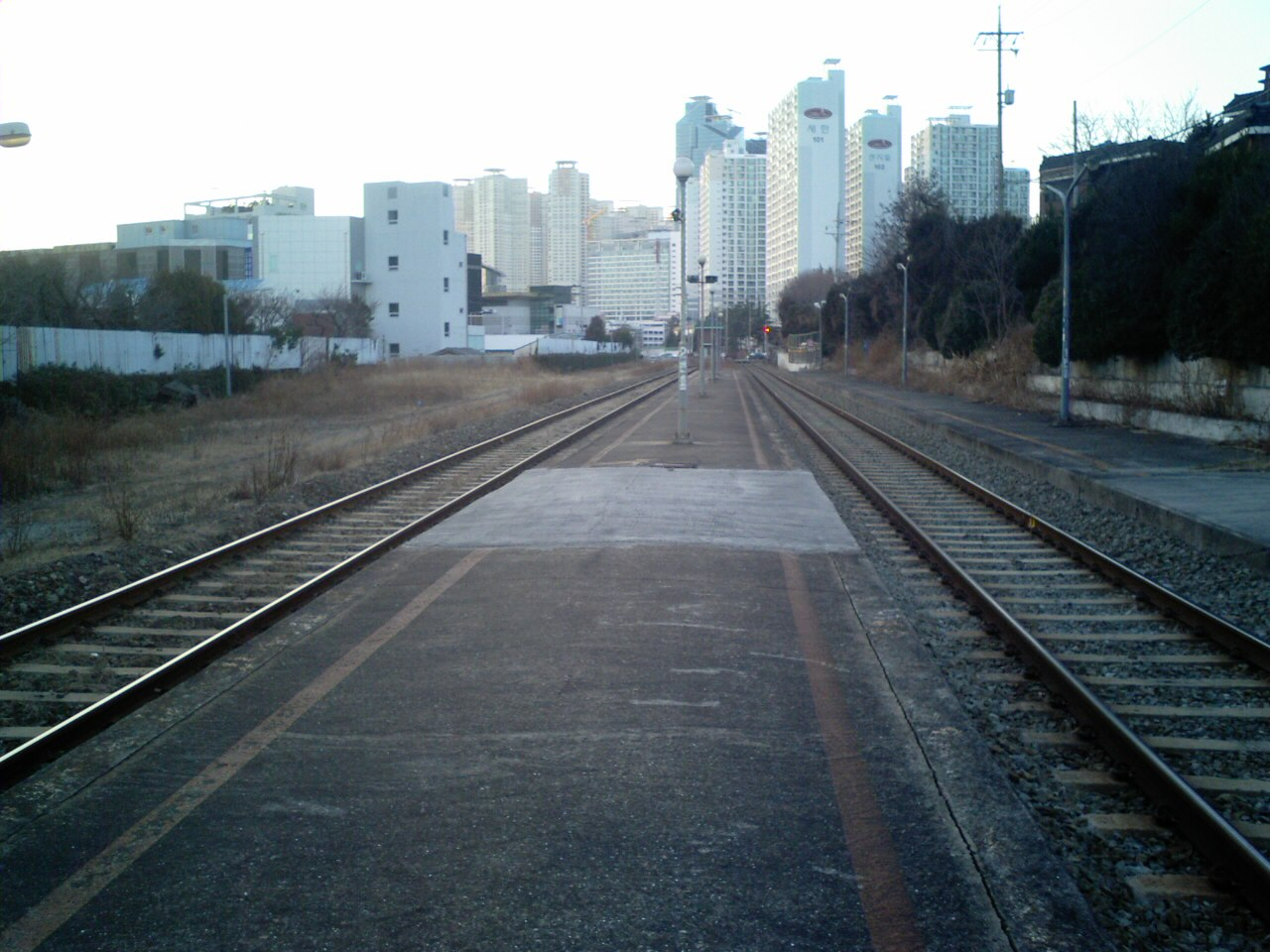
구 역사 2번 승강장

## 인접한 역
| ITX-마음                    | ITX-마음                 | ITX-마음                |
| --------------------------- | ------------------------ | ----------------------- |
| 신해운대 청량리 · 강릉 방면 | ITX-마음 중앙선 · 동해선 | 부전 방면               |
| 무궁화호                    |                          |                         |
| 신해운대 포항 · 동대구 방면 | 무궁화호 동해선          | 부전 방면               |
| 광역전철 (동해선)           |                          |                         |
| K117 재송 부전 방면         | ● 동해선 광역전철        | K119 벡스코 태화강 방면 |